# Medytacja mindfulness

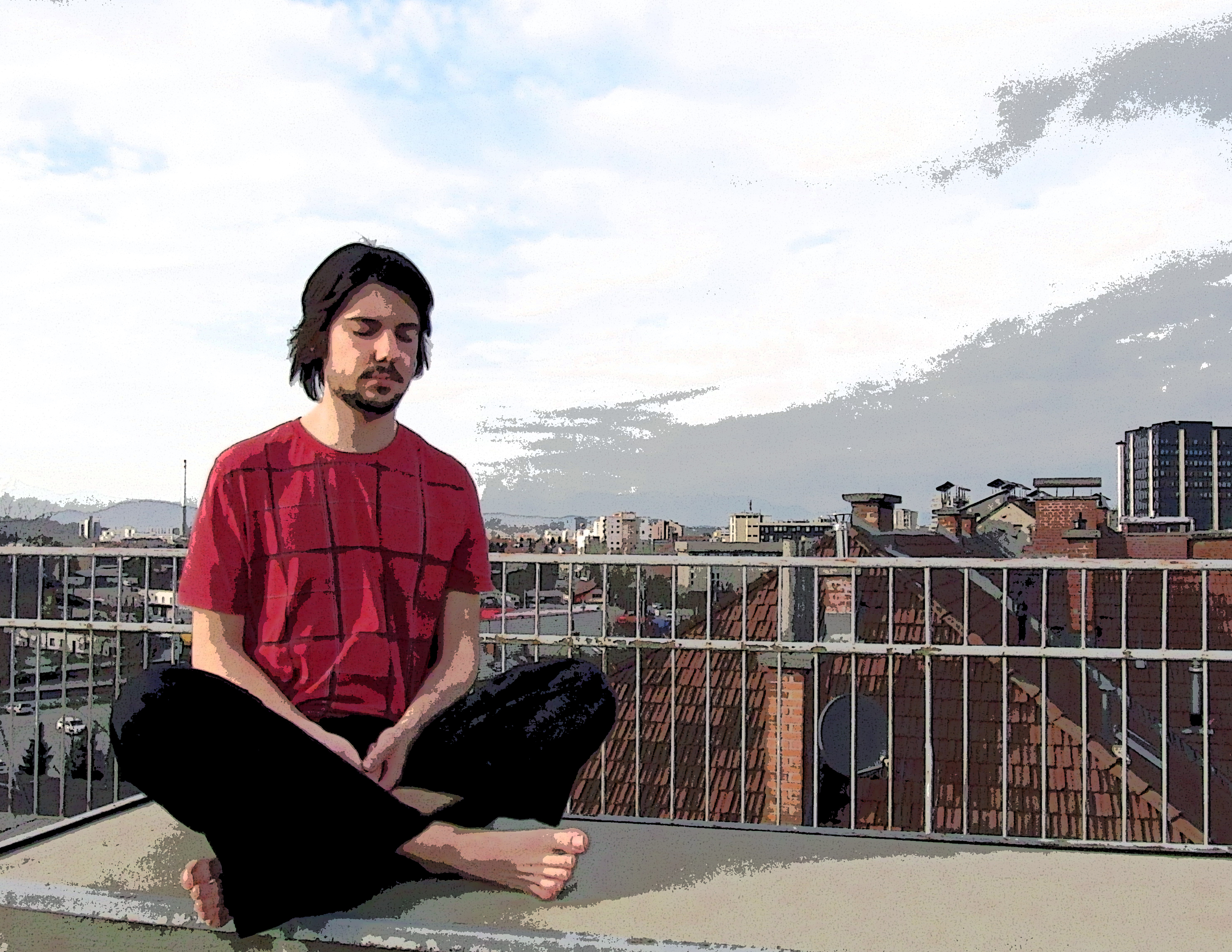
Medytacja mindfulness odbywa się zwykle w pozycji siedzącej, z zamkniętymi oczami. Uwaga jest skupiana na ruchach brzucha towarzyszących oddechowi.

Mindfulness, inaczej uważność – proces psychologiczny, polegający na koncentrowaniu uwagi na wewnętrznych i zewnętrznych bodźcach, odczuwanych przez człowieka w danej chwili. Koncentracja może być pogłębiona poprzez medytację lub inne ćwiczenia. 

## Charakterystyka
Od lat 70. XX wieku psychologia kliniczna i psychiatria rozwinęły wiele zastosowań terapeutycznych opartych na medytacji mindfulness, pomagających ludziom cierpiącym na różne zaburzenia psychologiczne. 
Praktyka mindfulness ma wiele współczesnych zastosowań w psychologii, takich jak redukcja objawów depresji, redukcja stresu, lęku, oraz w terapii uzależnień. Badania naukowe wykazały także, że medytacja mindfulness redukuje ból fizyczny, w wyniku kilku unikatowych mechanizmów. 
Technika medytacji mindfulness zyskała światową popularność jako metoda zarządzania emocjami. Włączenie medytacji do leczenia przynosi pozytywne efekty w przypadku PTSD wśród weteranów, co może złagodzić natrętne myśli i wycofywanie się, modulować emocje oraz uspokoić oddech.
Programy oparte na MBSR, czyli na redukcji stresu poprzez uważność, jak i na podobnych modelach, zostały powszechnie zaadaptowane w szkołach, więzieniach, szpitalach, ośrodkach dla weteranów i innych. W niektórych badaniach zwraca się jednak uwagę, że brak jest dowodów na skuteczność programów MBSR w depresji i stanach lękowych.

### Badania
Badania kliniczne wykazały zarówno fizyczne, jak i psychiczne korzyści zdrowotne u różnych pacjentów oraz zdrowych dorosłych i dzieci. Badania przeprowadzone na dużych populacjach wykazały, że praktyka medytacji mindfulness jest silnie skorelowana z dobrym samopoczuciem i poczuciem zdrowia. Badania wykazały także, że nadmierne rozmyślanie i niepokój prowadzą do problemów psychicznych takich jak depresja i lęk oraz że praktyka medytacji mindfulness efektywnie redukuje zarówno gonitwę myśli, jak i niepokój. 
Stwierdzono korzystny wpływ medytacji mindfulness w leczeniu stwardnienia rozsianego. W chorobie Parkinsona medytacja mindfulness polepsza funkcje motoryczne i poznawcze oraz jakość życia. Prowadzone są badania nad wykorzystaniem metody medytacji mindfulness u dzieci z przewlekłą migreną, w skoliozie idiopatycznej wieku młodzieńczego, w rehabilitacji sportowców po urazach w celu zwiększenia tolerancji na ból, w zmniejszaniu objawów zespołu stresu pourazowego, w cukrzycy.

## Nazewnictwo
Termin mindfulness (pol. uważność) to tłumaczenie z języka pali słowa sati, która jest istotnym elementem niektórych buddyjskich tradycji. Uważa się, że współczesna popularność mindfulness na zachodzie została zapoczątkowana przez Jona Kabat-Zinna.
Prowadzone są badania nad przydatnością medytacji mindfulness w zapobieganiu ostrym chorobom układu oddechowego.